# راحاب

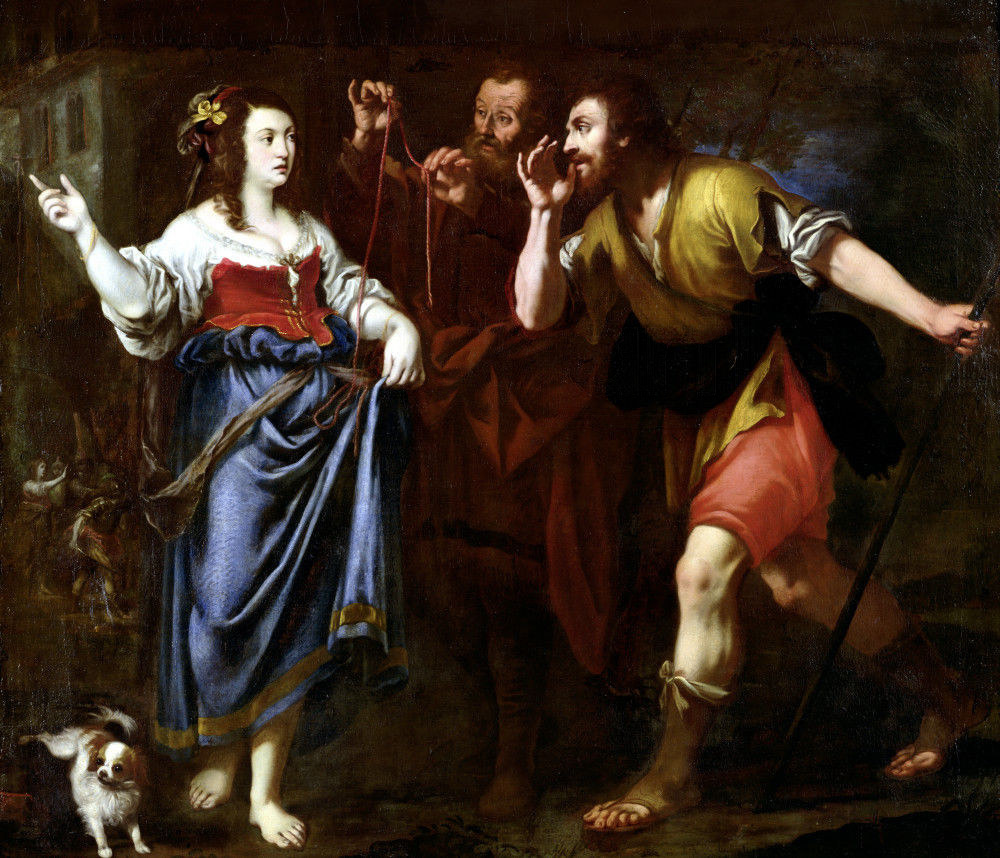
راحاب و جاسوسان یوشع، نگاره‌ای از سدهٔ هفدهم میلادی از نقاشی ناشناس

راحاب (به عبری: רחָב) برپایهٔ کتاب یوشع (۲:۶) نام زنی روسپی بود از اهل اریحا. این زن نقشی اساسی در گشودن اریحا به دست سپاهیان یوشع بن نون داشت. 

## رویداد
هنگامی که یوشع دو تن از مردانش را برای جاسوسی به شهر اریحا فرستاد، آنان شب را در خانهٔ راحاب پنهان شدند. هنگامی که پادشاه اریحا از وجود این دو جاسوس آگاه شد از راحاب خواست تا آنان را تحویل دهد، ولی راحاب به دروغ گفت که آنان در تاریکی شب از دروازه‌ها خارج شده‌اند، حال آنکه خود آن دو را بر روی بام و زیر توده‌ای از ساقه‌های کتان پنهان نموده‌بود. در برابر لطفی که او به جاسوسان نمود، آنان سوگند خوردند تا پس تصرف اریحا به راحاب و خانواده‌اش امان دهند. پس از فتح اریحا، یوشع به قولش عمل نمود و در حین کشتار مردم شهر، راحاب و خانواده‌اش را زنده نگاه داشت. 
بر اساس برخی روایات یهودی، راحاب در آینده توبه نمود و با یوشع پیمان زناشویی بست. او نیای مادری کسانی چون ارمیا و حلده بود. 
به موجب آگادا، راحاب یکی از چهار زن زیبای تاریخ است. او از ده‌سالگی به روسپی‌گری پرداخت. امیر یا فرمانروایی نبود که با وی رابطه نداشته‌باشد؛ از این رو او آگاهی بسیاری از رخدادهای بیرونی اریحا به دست آورده‌بود. در آینده او توبه‌نموده به دین یهود گروید و با یوشع پیمان زناشویی بست. او نیای مادری هشت پیامبر است.